# Mccheta
Mccheta (gruzínsky მცხეთა), též Mcheta je jedno z nejstarších měst v Gruzii, které se nachází nedaleko Tbilisi v místě, kde se vlévá řeka Aragvi do řeky Kura (gruzínsky Mtkvari). Ve starověku byla Mccheta hlavním městem Gruzie. Historické památky Mcchety byly v čele s tamější katedrálou Sveticchoveli v roce 1994 přijaty na Seznam světového dědictví UNESCO. Mcchetou prochází Gruzínská vojenská cesta. Žije zde přibližně 7 600 obyvatel.

## Historie

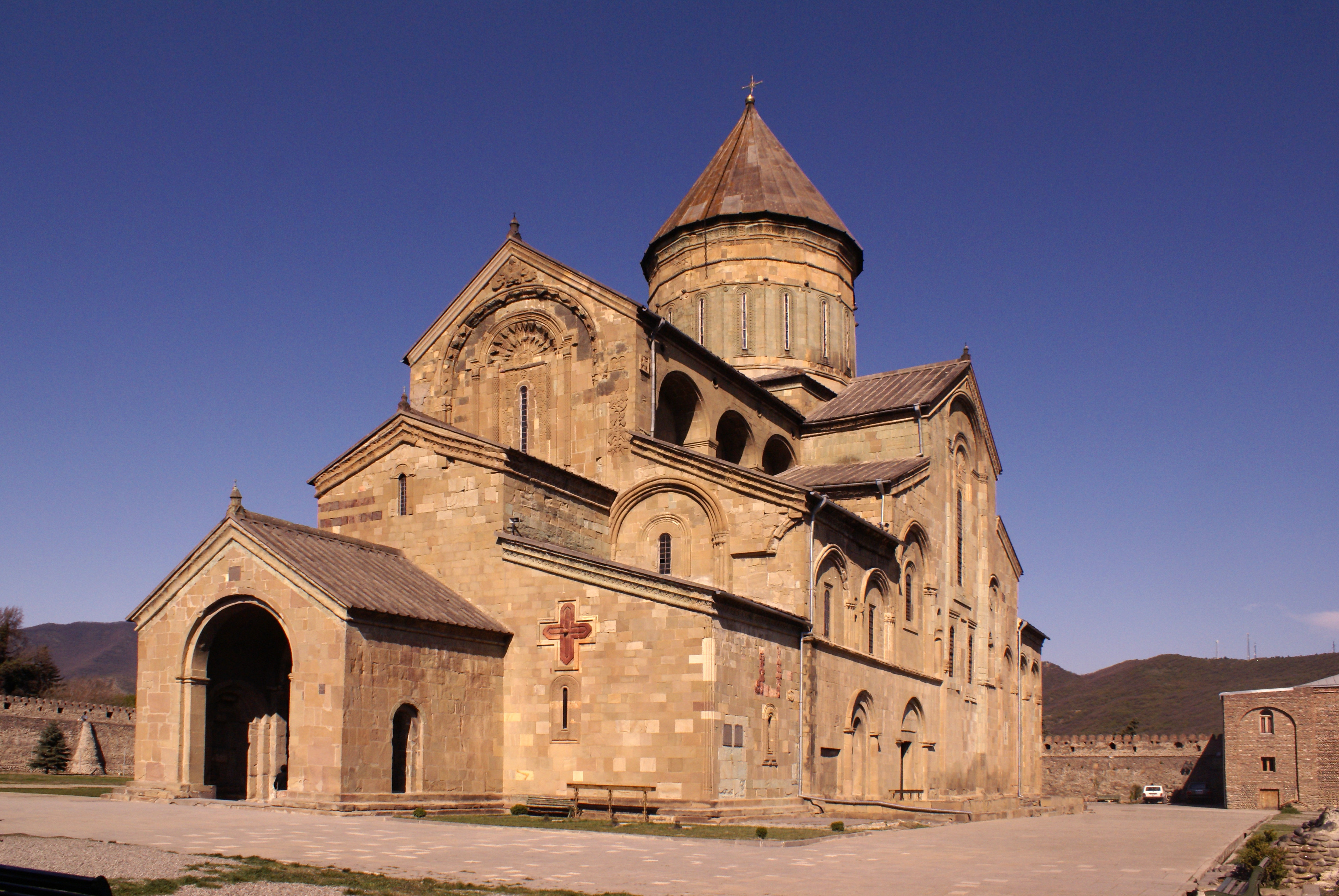
Katedrála Sveticchoveli ve Mcchetě

Pozůstatky města v tomto místě jsou starší než 1000 let př. n. l. Mccheta byla hlavním městem Gruzínského Království Kavkazská Iberie od 3. století př. n. l. do 5. století. Od 4. století byla jedním z hlavních míst rozvoje raného křesťanství, když bylo křesťanství v provincii Kartli prohlášeno státním náboženstvím roku 337. Mccheta dodnes zůstala hlavním sídlem Gruzínské pravoslavné církve. I po přenesení hlavního města Ibérského království v 6. století do míst dnešního Tbilisi zůstala Mccheta i nadále místem korunovací a pohřbů gruzínských králů. Král Kavkazské Iberie Dachi (gruzínsky დაჩი, též დარჩი – Darchi nebo დარჩილი – Darchil; vláda 522–534), následovník Vachtanga I. Gorgasali přemístil podle poslední vůle svého otce hlavní město do Tbilisi z důvodu výhodnější obranné pozice. Mccheta ale zůstala místem korunovace a pohřbívání gruzínských králů až do konce království na konci 19. století.
Staré město leží při soutoku řek Aragvi a Kury. Vzácná směsice kulturních hodnot vládla v této části světa od doby bronzové až do prosperující křesťanské éry, vytvořivši unikátní eklektický styl tvořící atmosféru města, které je stejně staré jako dějiny Gruzie. Mccheta je nejpobožnějším městem Gruzie, od nepaměti byla svatyní pohanských idolů a místem, kde má křesťanství v Gruzii svůj původ.

## Pozoruhodnosti

Pohled na město při ústí Aragvi (vpravo) do Kury (vlevo)

- Středověká Katedrála Sveticchoveli, v překladu Katedrála životodárných sloupů v centru města byla po dobu několika staletí korunovačním a pohřebním místem gruzínských monarchů a hlavním chrámem Gruzínské pravoslavné církve. Po staletí největší katedrála v Gruzii, dnes je druhá největší. Na tehdejší dobu velkolepá katedrála s emporami a vysokou kopulí postavená v letech 1010 až 1029.
Poničena byla Tamerlánem, zrekonstruována v 15. století.
- Pevnost v Armazi (gruzínsky არმაზციხე – Armazciche) ze 3. století př. n. l. a akropolis v Armazi (nejpozději z 1. století př. n. l.), fragment královského paláce (1. až 3. století), hrob z 1. století, kostelík ze 4. století a pevnost Bebris Ciche ze 14. století jsou dalšími svědky staré historie.
- Bývalý ženský klášter Samtavro s v 11. století rekonstruovaným kostelem Svaté Kristýny se honosí plastickým zdobením fasády a bohatou kamenickou výzdobou.Kostel byl restaurován v roce 1903.
- Na výběžku hřbetu Sagurami ve stejnojmenném národním parku je Klášter Džvari, gruzínsko-pravoslavný klášter ze 6. století zapsaný na seznam světového dědictví.
- Nedaleko odbočky ke klášteru je vidět hráz průtočné vodní elektrárny Zahesi vybudované v roce 1927 na soutoku řek Aragvi a Kury.